# Copa Catalunya de futbol femenina
La Copa Catalunya femenina és una competició esportiva de futbol femení català. De caràcter anual, hi participen els principals clubs de futbol de Catalunya. Creada l'any 2005, és organitzada per la Federació Catalana de Futbol. És successora de la Lliga catalana i de la Copa Generalitat, que es celebraren durant la dècada de 1980. La competició es disputa en format de successives eliminatòries a doble partit, que decideixen els dos equips finalistes. La gran final es disputa en una seu neutral, normalment al mes d'agost o setembre. La competició dona l'inici a la temporada de futbol femení a Catalunya.
Històricament, el Futbol Club Barcelona i el Reial Club Deportiu Espanyol han disputat la majoria de les finals (14 de 17) i són els dominadors del torneig. El club blaugrana ha guanyat onze títols, sis d'ells de forma consecutiva entre 2014 i 2019, i el club blanc-i-blau cinc (2005-08, 2013). Els altres equips que han guanyat la competició són el Club Esportiu Sant Gabriel (2023) i la SE AEM Lleida (2024).

## Historial
| En negreta = Equip guanyador (prò.) = Pròrroga (p.) = Tanda de penals (1) = Nombre de títols Nota: Noms dels equips segons l'època |

| Edició                          | Temp.   | Data       | Guanyador           | Resultat      | Finalista         | Seu                                                 | refs          |
| ------------------------------- | ------- | ---------- | ------------------- | ------------- | ----------------- | --------------------------------------------------- | ------------- |
| I                               | 2005-06 | 28-08-2005 | RCD Espanyol (1)    | 1–0           | FC Barcelona      | Nou Sardenya, Barcelona                             | [ 2 ]         |
| II                              | 2006-07 | 27-08-2006 | RCD Espanyol (2)    | 7–1           | FC Barcelona      | Nou Sardenya, Barcelona                             | [ 3 ]         |
| III                             | 2007-08 | 11-09-2007 | RCD Espanyol (3)    | 3–0           | FC Barcelona      | Municipal de Les Planes, Sant Joan Despí            | [ 4 ]         |
| IV                              | 2008-09 | 11-09-2008 | RCD Espanyol (4)    | 2–0           | FC Barcelona      | Estadi Municipal de Vic, Vic                        | [ 5 ]         |
| V                               | 2009-10 | 30-08-2009 | FC Barcelona (1)    | 3–3 (7-6, p.) | RCD Espanyol      | Municipal de l'Estartit, L'Estartit                 | [ 6 ]         |
| VI                              | 2010-11 | 29-08-2010 | FC Barcelona (2)    | 3–0           | UE L'Estartit     | Municipal de Les Planes, Sant Joan Despí            | [ 7 ] [ 8 ]   |
| VII                             | 2011-12 | 28-08-2011 | FC Barcelona (3)    | 1–0           | RCD Espanyol      | Ciutat Esportiva Dani Jarque, Sant Adrià de Besòs   | [ 9 ]         |
| VIII                            | 2012-13 | 27-08-2012 | FC Barcelona (4)    | 1–1 (8-7, p.) | RCD Espanyol      | Municipal del Nou Congost, Manresa                  | [ 10 ] [ 11 ] |
| IX                              | 2013-14 | 01-09-2013 | RCD Espanyol (5)    | 1–1 (4-3, p.) | FC Barcelona      | Municipal Joan Baptista Milà, Sant Boi de Llobregat | [ 12 ]        |
| X                               | 2014-15 | 31-08-2014 | FC Barcelona (5)    | 4–0           | RCD Espanyol      | Municipal de Les Planes, Sant Joan Despí            | [ 13 ]        |
| XI                              | 2015-16 | 30-08-2015 | FC Barcelona (6)    | 2–0           | RCD Espanyol      | Municipal Xevi Ramon, Vilassar de Mar               | [ 14 ]        |
| XII                             | 2016-17 | 28-08-2016 | FC Barcelona (7)    | 6–0           | RCD Espanyol      | Municipal Germans Gonzalvo, Mollet del Vallès       | [ 15 ]        |
| XIII                            | 2017-18 | 27-08-2017 | FC Barcelona (8)    | 3–0           | RCD Espanyol      | Estadi Municipal la Bòbila, Gavà                    | [ 16 ]        |
| XIV                             | 2018-19 | 25-08-2018 | FC Barcelona (9)    | 7–0           | RCD Espanyol      | Municipal Joan Capdevila, Tàrrega                   | [ 17 ]        |
| XV                              | 2019-20 | 24-08-2019 | FC Barcelona (10)   | 4–0           | RCD Espanyol      | Municipal de Palamós - Costa Brava, Palamós         | [ 18 ] [ 1 ]  |
| no es disputà entre 2020 i 2021 |         |            |                     |               |                   |                                                     |               |
| XVI                             | 2022-23 | 04-09-2022 | CE Sant Gabriel (1) | 9–1           | CF Torelló        | Estadi Municipal Sagnier, El Prat de Llobregat      | [ 19 ]        |
| XVII                            | 2023-24 | 02-09-2023 | SE AEM Lleida (1)   | 1-0           | CF Igualada       | Estadi Municipal de Santa Margarida de Montbui      | [ 20 ]        |
| XVIII                           | 2024-25 | 16-08-2025 | FC Barcelona (11)   | 1-0           | FC Badalona Women | Estadi Municipal de Peralada                        | [ 21 ]        |

## Palmarès
| Equip                        | Campió | Subcampió | Finals | Anys campió                                                      | Anys subcampió                                       |
| ---------------------------- | ------ | --------- | ------ | ---------------------------------------------------------------- | ---------------------------------------------------- |
| Futbol Club Barcelona        | 11     | 5         | 16     | 2009, 2010, 2011, 2012, 2014, 2015, 2016, 2017, 2018, 2019, 2025 | 2005, 2006, 2007, 2008, 2013                         |
| Reial Club Deportiu Espanyol | 5      | 9         | 14     | 2005, 2006, 2007, 2008, 2013                                     | 2009, 2011, 2012, 2014, 2015, 2016, 2017, 2018, 2019 |
| Club Esportiu Sant Gabriel   | 1      | 0         | 1      | 2023                                                             | —                                                    |
| SE AEM Lleida                | 1      | 0         | 1      | 2024                                                             | —                                                    |
| Club de Futbol Torelló       | 0      | 1         | 1      | —                                                                | 2023                                                 |
| Unió Esportiva L'Estartit    | 0      | 1         | 1      | —                                                                | 2010                                                 |
| CF Igualada                  | 0      | 1         | 1      | —                                                                | 2024                                                 |
| FC Badalona Women            | 0      | 1         | 1      | —                                                                | 2025                                                 |